# Rosario Fina
Rosario Fina (San Cataldo (Italia), 23 marzo 1969) è un dirigente sportivo ed ex ciclista su strada italiano.

## Carriera
Nato nel 1969 a San Cataldo, in provincia di Caltanissetta, tra gli Juniores fu campione mondiale di categoria a Bergamo 1987 nella cronometro a squadre 75 km insieme a Luca Colombo, Luca Daddi e Gianluca Tarocco. Attivo tra i Dilettanti dal 1988 al 1993, ottenne diverse vittorie: nel 1991 la Coppa San Geo e il Giro delle Valli Aretine con la G.S. Domus 87, nel 1993 la Freccia dei Vini e una tappa al Giro della Valle d'Aosta con la G.S. Cosmos Bresciacalze (entrambe formazioni dirette da Olivano Locatelli); fu anche oro mondiale dilettanti a Oslo 1993 nella cronometro a squadre 100 km in quartetto con Rossano Brasi, Gianfranco Contri e Cristian Salvato. Nella stessa rassegna iridata prese parte anche alla corsa in linea di categoria, terminando 42º.
Nel 1994, a 25 anni, passò professionista con la Mercatone Uno di Franco Gini, con la quale partecipò al Tour de France sia al primo anno che nel 1995, ritirandosi in entrambe le occasioni; sempre nel 1995 corse anche la Vuelta a España, arrivando 49º, e il Giro di Lombardia, chiudendo 53º. Concluse la carriera nel 1996, a 27 anni, dopo una stagione alla Gewiss-Playbus di Emanuele Bombini, con cui ottenne la sua unica vittoria da professionista, nella prima tappa della Vuelta a Aragón.
Dopo il ritiro ha guidato formazioni dilettanti, tra cui dal 1998 al 2000 la Sintofarm. Nel 2001 è diventato CT della nazionale italiana su strada femminile. Ha poi guidato la Nazionale femminile fino ad inizio 2005, prendendo parte a quattro Mondiali e ai Giochi olimpici di Atene 2004 e conquistando l'argento mondiale nella corsa in linea a Verona 2004 con Tatiana Guderzo (battuta dalla tedesca Judith Arndt), oltre a tre medaglie a livello Under-23 agli Europei, tutte a cronometro (argento di Vera Carrara a Bergamo 2002, oro e bronzo con Tatiana Guderzo e Anna Zugno a Otepää 2004). Sotto la sua guida hanno anche esordito ai Mondiali Giorgia Bronzini e Noemi Cantele, oltre alla stessa Guderzo.
Nel 2006 e 2007 è stato direttore sportivo della Safi-Pasta Zara, sempre nel ciclismo femminile, mentre nel 2008 ha guidato la Nazionale italiana Under-23 maschile, con la quale ha conquistato l'oro mondiale ed europeo a cronometro con Adriano Malori, rispettivamente a Varese e Arona, oltre all'argento mondiale nella corsa in linea con Simone Ponzi, battuto dal colombiano Fabio Duarte, sempre a Varese.
Nel 1995 ha aperto un negozio di biciclette e articoli per il ciclismo a Serradifalco, in provincia di Caltanissetta e in seguito un bed & breakfast nello stesso comune.

## Palmarès
- 1991 (dilettanti)

Coppa San Geo
Giro delle Valli Aretine
- 1993 (dilettanti)

Freccia dei Vini
1ª tappa Giro della Valle d'Aosta (Saint-Vincent > Brusson)
- 1996 (Gewiss, una vittoria)

1ª tappa Vuelta a Aragón (Teruel > Cariñena)

## Piazzamenti

### Grandi Giri
- Tour de France

1994: ritirato (18ª tappa)
1995: ritirato (3ª tappa)
- Vuelta a España

1995: 49º

### Classiche monumento
- Giro di Lombardia

1995: 53º

### Competizioni mondiali
- Campionati del mondo

Bergamo 1987 - Cronosquadre juniores: vincitore
Oslo 1993 - In linea Dilettanti: 42º
Oslo 1993 - Cronosquadre: vincitore